# Force électromagnétique
 (mars 2019).
Si vous disposez d'ouvrages ou d'articles de référence ou si vous connaissez des sites web de qualité traitant du thème abordé ici, merci de compléter l'article en donnant les références utiles à sa vérifiabilité et en les liant à la section « Notes et références ».

Force de Lorentz agissant sur des particules chargées se déplaçant rapidement dans une chambre à bulles. Les trajectoires de charge positive et négative se courbent dans des directions opposées.

La force électromagnétique ou force de Lorentz est la force subie par une particule chargée dans un champ électromagnétique. C'est la principale manifestation de l'interaction électromagnétique. Cette force, appliquée dans diverses situations, induit l'ensemble des interactions électriques et magnétiques observées ; elle est de ce fait principalement étudiée en physique et en chimie. Les effets quantiques affectant la force électromagnétique sont étudiés dans le cadre de l'électrodynamique quantique. 
L'éponyme de la force de Lorentz est le physicien néerlandais Hendrik A. Lorentz,.

## Description mathématique
Le champ électromagnétique exerce sur une particule possédant une charge électrique q la force suivante :
{\displaystyle {\vec {F}}=q{\vec {E}}+q{\vec {v}}\wedge {\vec {B}}}.
Les vecteurs {\displaystyle {\vec {E}}} et {\displaystyle {\vec {B}}} sont respectivement le champ électrique et le champ magnétique pris au point où se trouve la particule, {\displaystyle {\vec {v}}} représente la vitesse de la particule dans le référentiel d'étude. On peut distinguer deux contributions à cette force :
- {\displaystyle {\vec {F_{\text{élec}}}}=q{\vec {E}}}, qui est la force électrique ;
- {\displaystyle {\vec {F_{\text{mag}}}}=q{\vec {v}}\wedge {\vec {B}}}, qui est la force magnétique.

Dans le cas où la charge électrique est immobile à une certaine position nommée {\displaystyle {\vec {r}}'}, sa vitesse est donc nulle, et elle n'est pas soumise à une quelconque force magnétique : le produit vectoriel {\displaystyle {\vec {v}}\wedge {\vec {B}}} est nul, et la charge est alors soumise à une force qui ne dépend que du champ électrique {\displaystyle {\vec {E}}}.

Action de la force de Lorentz dans le cas d'un champ électrique nul.

{\displaystyle {\vec {F}}={\vec {F_{\text{el}}}}=q{\vec {E}}}.
Le champ électrique s'exerçant en {\displaystyle {\vec {r}}} est alors donné par la loi de Coulomb :
{\displaystyle {\vec {E}}={\frac {q}{4\pi \varepsilon _{0}}}{\frac {{\vec {r}}-{\vec {r'}}}{|{\vec {r}}-{\vec {r'}}|^{3}}}},
ε0 est une constante universelle appelée la permittivité du vide (à remplacer par la permittivité du milieu, lorsqu'on n'est pas dans le vide).
Le calcul de la force ne se fait que lorsque l'on connaît la valeur des champs {\displaystyle {\vec {E}}} et {\displaystyle {\vec {B}}}, qui sont principalement déterminés par la distribution de l'ensemble des particules chargées intervenant dans la configuration étudiée.

## Démonstration
Historiquement, la force de Lorentz était une donnée indépendante de l'équation décrivant le champ électromagnétique. On peut retrouver la force de Lorentz grâce au formalisme lagrangien. Le lagrangien permettant de retrouver les équations de Maxwell permet également de retrouver la force de Lorentz. Les équations de Maxwell sont les équations sources, et la force de Lorentz est l'équation d'évolution (équation dynamique). On retrouve les deux grâce aux équation d'Euler-Lagrange. Pour retrouver les équations dynamiques on applique les équations d'Euler-Lagrange aux coordonnées d'espaces (positions, vitesses), et pour retrouver les équations sources (équation de Maxwell), on applique les équations d'Euler-Lagrange aux coordonnées généralisées (champs, et dérivées du champ). 
L'action d'une particule chargée ponctuelle soumise à un champ électrique est :
{\displaystyle S=\int _{t_{1}}^{t_{2}}\left(-mc^{2}{\sqrt {1-{\tfrac {{\vec {V}}^{2}}{c^{2}}}}}-q\phi +q{\vec {A}}\cdot {\vec {V}}\right)dt}.
avec 
{\displaystyle S=\int _{t_{1}}^{t_{2}}L\,dt}.
Pour appliquer les équations d'Euler-Lagrange, on cherche donc d'abord le moment :
{\displaystyle \Pi ={\frac {\partial L}{\partial {\vec {V}}}}={\frac {m{\vec {V}}}{\sqrt {1-{\frac {{\vec {V}}^{2}}{c^{2}}}}}}+q{\vec {A}}}
La notation {\displaystyle {\frac {\partial L}{\partial {\vec {V}}}}} étant un peu abusive.
L'équation d'Euler-Lagrange nous dit alors que :
{\displaystyle {\frac {d\Pi }{dt}}={\frac {d({\vec {P}}+q{\vec {A}})}{dt}}={\frac {\partial L}{\partial {\vec {x}}}}=-q\nabla \phi +q\nabla ({\vec {A}}.{\vec {V}})}.
et 
{\displaystyle {\frac {d{\vec {A}}}{dt}}={\frac {\partial {\vec {A}}}{\partial t}}+({\vec {V}}.\nabla ){\vec {A}}}.
donc 
{\displaystyle {\frac {d{\vec {P}}}{dt}}+q{\frac {\partial {\vec {A}}}{\partial t}}+q({\vec {V}}.\nabla ){\vec {A}}=-q\nabla \phi +q\nabla ({\vec {A}}.{\vec {V}})}.
Et en utilisant l'identité vectorielle
{\displaystyle {\vec {V}}\wedge (\nabla \wedge {\vec {A}})=\nabla ({\vec {A}}\cdot {\vec {V}})-({\vec {V}}\cdot \nabla ){\vec {A}}}.
on obtient
{\displaystyle {\frac {d{\vec {P}}}{dt}}=-q{\frac {\partial {\vec {A}}}{\partial t}}-q\nabla \phi +q\left({\vec {V}}\wedge (\nabla \wedge {\vec {A}})\right)}.
soit la force de Lorentz si 
{\displaystyle \nabla \wedge {\vec {A}}={\vec {B}}}.
et
{\displaystyle {\vec {E}}=-\nabla \phi -{\frac {\partial {\vec {A}}}{\partial t}}}.
On peut également faire apparaitre la force de Lorentz grâce aux équations de Maxwell, elle apparait comme terme source dans l'équation de continuité de la densité d'impulsion du champ électromagnétique.
Soit
{\displaystyle {\frac {\partial ({\vec {E}}\wedge {\vec {B}})}{\mu _{0}\partial t}}+\rho {\vec {E}}+{\vec {j}}\wedge {\vec {B}}-\nabla \sigma =0}.
avec {\displaystyle \sigma } le tenseur des contraintes de Maxwell.
On peut aussi passer par le formalisme relativiste du lagrangien, appliqué à la relativité restreinte. Dans ce cadre-là, le mouvement d'une particule suivant la trajectoire xb(τ) soumise au champ électromagnétique est décrit par son action, qui prend la forme
{\displaystyle S=\int qA_{b}\;{\rm {d}}x^{b}},
où la quantité Ai est ce que l'on appelle le quadripotentiel, duquel on tire le potentiel électrique et le potentiel vecteur qui déterminent entièrement le champ électrique et le champ magnétique.
On définit comme de coutume en relativité restreinte la quadrivitesse par
{\displaystyle u^{a}\equiv {\frac {\rm {dx^{a}}}{\rm {d\tau }}}\quad ,}
ce qui permet de réécrire l'action sous la forme
{\displaystyle S=\int qA_{b}u^{b}\;{\rm {d}}\tau }.
Dans le formalisme de l'action (qui est l'intégrale du lagrangien), la trajectoire est déterminée par la maximisation de l'action par rapport aux variations possibles de la trajectoire xb(τ). La trajectoire apparaît explicitement dans le quadrivecteur vitesse, mais aussi implicitement dans le quadripotentiel, puisque l'on évalue celui-ci en chaque point de la trajectoire. Ainsi, la variation de l'action donne-t-elle
{\displaystyle \delta S=\int q\left(A_{b}{\frac {{\rm {d}}\delta x^{b}}{{\rm {d}}\tau }}+\delta x^{a}\partial _{a}A_{b}u^{b}\right)\;{\rm {d}}\tau }.
On peut intégrer le premier terme par partie, pour obtenir
{\displaystyle \delta S=\int q\left(-{\frac {{\rm {d}}A_{b}}{{\rm {d}}\tau }}\delta x^{b}+\delta x^{a}\partial _{a}A_{b}u^{b}\right)\;{\rm {d}}\tau },
mais comme le quadripotentiel dépend est uniquement évalué sur des points de la trajectoires, on a
{\displaystyle \delta S=\int q\left(-u^{a}\partial _{a}A_{b}\delta x^{b}+\delta x^{a}\partial _{a}A_{b}u^{b}\right)\;{\rm {d}}\tau }.
En regroupant l'ensemble des termes, il vient
{\displaystyle \delta S=\int q\left((\partial _{a}A_{b}-\partial _{b}A_{a})u^{b}\right)\;\delta x^{a}\;{\rm {d}}\tau }.
Le terme de l'intégrale en dehors du dτ et des δxa donne la force. En introduisant le tenseur électromagnétique Fab tel que
{\displaystyle F_{ab}=\partial _{a}A_{b}-\partial _{b}A_{a}},
la force fa s'écrit donc
{\displaystyle f^{a}=qF_{\;\;b}^{a}u^{b}}.
Du fait de la structure des équations de Maxwell, on montre que le champ magnétique peut être écrit sous la forme du rotationnel d'un vecteur, le potentiel vecteur du champ magnétique. Or la partie spatiale du tenseur électromagnétique peut s'écrire, si l'on se place en coordonnées cartésiennes x, y, z,
{\displaystyle F_{\;\;b}^{a}=\left({\begin{array}{cccc}0&?&?&?\\?&0&\partial _{x}A^{y}-\partial _{y}A^{x}&\partial _{x}A^{z}-\partial _{z}A^{x}\\?&\partial _{y}A^{x}-\partial _{x}A^{y}&0&\partial _{y}A^{z}-\partial _{z}A^{y}\\?&\partial _{z}A^{x}-\partial _{x}A^{z}&\partial _{z}A^{y}-\partial _{y}A^{z}&0\end{array}}\right)=\left({\begin{array}{cccc}0&?&?&?\\?&0&({\rm {rot}}\;A)^{z}&-({\rm {rot}}\;A)^{y}\\?&-({\rm {rot}}\;A)^{z}&0&({\rm {rot}}\;A)^{x}\\?&({\rm {rot}}\;A)^{y}&-({\rm {rot}}\;A)^{x}&0\end{array}}\right)}.
Appliqué à la partie spatiale de la quadrivitesse, on vérifie, en notant {\displaystyle {\vec {B}}} le rotationnel de {\displaystyle {\vec {A}}}, que l'on a
{\displaystyle F_{\;\;b}^{a}u^{b}=\left({\begin{array}{c}?\\v^{y}B^{z}-v^{z}B^{y}\\v^{z}B^{x}-v^{x}B^{z}\\v^{x}B^{y}-v^{y}B_{x}\end{array}}\right)+...=\left({\begin{array}{c}?\\\\{\vec {v}}\wedge {\vec {B}}\\~\end{array}}\right)}.
Si maintenant on considère en sus les composantes temporelles du tenseur F, on a 
{\displaystyle F_{\;\;b}^{a}=\left({\begin{array}{cccc}0&&-{\frac {1}{c^{2}}}\partial _{t}{\vec {A}}-{\vec {\nabla }}A^{t}&\\&0&B^{z}&-B^{y}\\-{\vec {\nabla }}A_{t}-\partial _{t}{\vec {A}}&-B^{z}&0&B^{x}\\&B^{y}&-B^{x}&0\end{array}}\right)}.
Or, étant donné les équations de Maxwell, on sait que l'on peut écrire le champ électrique comme la somme de l'opposé de la dérivée temporelle du potentiel vecteur et du gradient du potentiel électrique, que l'on va assimiler à At. On a ainsi l'expression quadridimensionnelle de la force : 
{\displaystyle F_{\;\;b}^{a}u^{b}=\left({\begin{array}{c}{\frac {{\vec {E}}\cdot {\vec {v}}}{c^{2}}}\\\\{\vec {E}}+{\vec {v}}\wedge {\vec {B}}\\~\end{array}}\right)}.

## Ordre de grandeur
L'interaction électromagnétique est la deuxième des quatre interactions élémentaires dans l'ordre des puissances. À basse énergie, soit celle des réactions chimiques ou nucléaires, elle est à peu près cent fois plus faible que l'interaction forte, mais dépasse les interactions faibles et gravitationnelles d'un facteur 1011 et 1042 respectivement. À l'exception des phénomènes gravitationnels, l'interaction électromagnétique est responsable, à l'échelle atomique, de la plupart des phénomènes observables à l'échelle macroscopique. En effet, à l'échelle macroscopique, l'interaction électromagnétique empêche un objet d'en traverser un autre, permet à un objet d'appliquer une force sur un autre (principe d'action-réaction) ou encore est responsable des forces de frottement.

## Travail de la force de Lorentz
Le travail de la force de Lorentz correspond à l'énergie transmise par le champ électromagnétique aux particules chargées.
Pour un déplacement élémentaire {\displaystyle \mathrm {d} {\vec {\ell }}} du point d'application de la force, le travail élémentaire de la force de Lorentz {\displaystyle {\vec {F}}} est par définition : 
Comme on a par définition {\displaystyle \mathrm {d} {\vec {\ell }}={\vec {v}}\,\mathrm {d} t}, il vient :
Le deuxième terme s'annule, le vecteur produit {\displaystyle {\vec {v}}\wedge {\vec {B}}} étant orthogonal à {\displaystyle {\vec {v}}}. On trouve donc finalement :
Le travail de la force de Lorentz n'est donc pas nul dans le cas général. On constate en revanche que la force magnétique ne travaille pas, seule la composante électrique travaille et peut donc faire varier l'énergie cinétique d'une particule chargée.

## Histoire

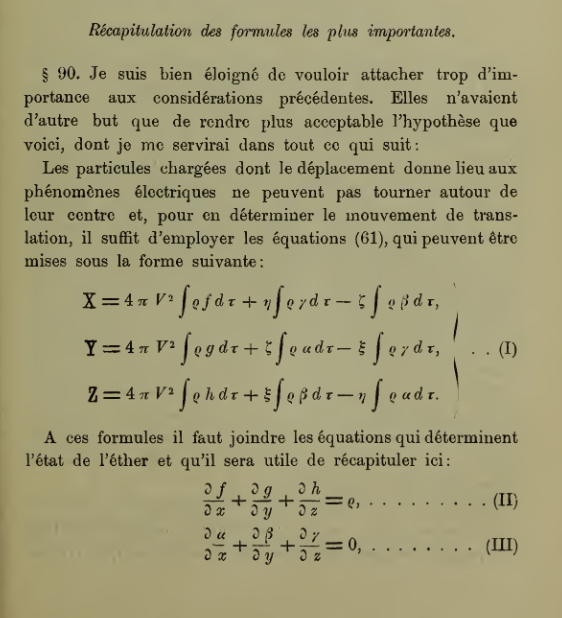
Extrait de La théorie électromagnétique de Maxwell et son application aux corps mouvants, 1892, p. 451 ; Formules pour la force de Lorentz (I) et divergences des champs électrique (II) et magnétique (III).

Les premières tentatives de quantification de la force électromagnétique ont été réalisées au milieu du XVIIIe siècle. Les interactions sur les pôles magnétiques et les charges électriques furent supposées de dépendance en {\displaystyle 1/r^{2}}, respectivement par Johann T. Mayer et d'autres en 1760, et par Henry Cavendish en 1762. Cependant, aucun d'entre eux ne put rigoureusement le montrer par l'expérience, et ce sera Coulomb qui y parviendra en 1784 au moyen d'une balance de torsion. Peu après la découverte en 1820 par Hans C. Orsted de l'interaction entre une aiguille aimantée et un circuit parcouru par un courant électrique, Ampère établit par des expériences la dépendance angulaire de la force exercée entre deux sections élémentaires traversées par un courant,. Toutes ces descriptions de la force électromagnétique se basaient alors sur des propriétés comme la distance entre deux charges, plutôt que des interactions découlant des champs électriques et magnétiques.
Les premiers usages des champs électromagnétiques sont apparus avec Faraday, au travers de ce qu'il nommait les lignes de force, et dont la description mathématique fut apportée par Lord Kelvin et Maxwell. J. J. Thompson fut le premier à tenter d'établir une expression de la force de Lorentz en fonction des champs électromagnétiques à partir des équations de Maxwell. Intéressé par le comportement des charges en mouvement dans les rayons cathodiques, Thompson publie alors en 1881 une thèse dans lequel il établit l'expression erronée de la force magnétique suivante :
La forme trouvée par Thompson présente un facteur multiplicatif en trop de {\displaystyle 1/2} , conséquence d'erreurs de calculs et d'une description incomplète du courant de déplacement. C'est alors Heaviside, au moyen de la description vectorielle actuelle qu'il invente, qui établit la forme correcte de la composante magnétique en 1889,. Finalement, c'est en 1895 que l'éponyme de la force électromagnétique, Hendrik Lorentz, établit l'expression complète de cette dernière en lui rajoutant la composante électrique. Il l'obtient en exploitant la version vectorielle d'Heaviside des équations de Maxwell et par l'emploi de la mécanique lagrangienne, qu'il applique à un éther stationnaire par une approche locale,. Lorentz quitte alors la description de Maxwell de l'éther de la conduction, et distingue la matière et l'éther dit luminifère.